# Stjepan Marković
Stjepan Marković (Hrvatska Poljana), hrvatski gitarist iz Bosne i Hercegovine, iz Hrvatske Poljane.
Snimio je singlice narodne glazbe   Zašto te nema / Odlazak  1972. godine (Jugoton) i 1975. s ansamblom Bokija Miloševića  Čemu suze, verni druže / Nisam bogat (PGP RTB).